# ジョン・ジェームズ・ウォーターストン

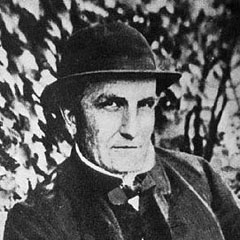
ジョン・ジェームズ・ウォーターストン

ジョン・ジェームズ・ウォーターストン（John James Waterston, 1811年 - 1883年6月18日以降）は、スコットランドの物理学者で無視された気体分子運動論の先駆者だった。

## 略歴
1811年、スコットランドのエディンバラに生れる。エディンバラ高校を卒業後エディンバラ大学に進学し、ジョン・レスリーの指導で数学・物理学を学ぶ。卒業後、1832年にロンドンに渡り測量技師として働く。1839年から20年間インドに滞在。気体の力学的な理論について研究した。1883年6月18日、エディンバラで散歩中に失踪し、遺体は発見されなかった。72歳または71歳。